# اکسوتیکا (فیلم)
اِکسوتیکا (انگلیسی: Exotica) فیلمی در ژانر درام (فیلم و تلویزیون) به کارگردانی آتوم اگویان است که در سال ۱۹۹۴ منتشر شد.

## بازیگران
- میا کرشنر
- الیاس کوتیاس
- سارا پلی
- ویکتور گاربر
- بروس گرینوود
- آرسینه خانجیان
- دان مک‌کلر